# Tatiana de Liechtenstein
Tatiana Nora Maria de Liechtenstein (Tatjana Nora Maria von und zu Liechtenstein; São Galo, 10 de abril de 1973) é a filha mais nova e única menina do atual príncipe soberano de Liechtenstein, João Adão II e de sua consorte, Maria de Liechtenstein (nascida condessa Maria Kinsky de Wchinitz e Tettau).
Tatiana possui três irmãos mais velhos: Aloísio, Maximiliano e Constantino.
A legislação de Liechtenstein sobre a linha de sucessão, que foi regulada em 1606, só permite que homens assumam o trono, excluindo totalmente as mulheres. Tais regras remontam, portanto, a antes da independência do principado do Sacro Império Romano-Germânico, em 1806. Sendo assim, a princesa Tatiana e seus descendentes não estão inclusos na linha de sucessão ao trono liechtensteinense.

## Biografia
A princesa Tatiana nasceu São Galo, uma comuna da Suíça. Ela é a última criança e única menina do príncipe reinante João Adão II de Liechtenstein e de sua esposa, a princesa consorte Maria. Apesar de não estar inclusa na linha de sucessão ao trono liechtensteinense, Tatiana é um membro honorífico da família principesca de Liechtenstein.
Estava completando os seus estudos em Administração de Empresas em Madrid, na European Business School, uma escola particular na área residencial de Mirasierra. A princesa é fluente em alemão, inglês e francês, bem como em espanhol.
Na Espanha, foi considerada uma candidata favorável para se casar com o até então príncipe Filipe, Príncipe Herdeiro de Espanha, e se tornar princesa consorte das Astúrias.

## Casamento e filhos
Em 5 de junho de 1999, casou-se na Catedral de St. Florian, em Vaduz, com o barão Matthias Philipp de Lattorff (n. 1968), o filho mais velho do barão Nicolas Jorge de Lattorff e da húngara condessa Julia Batthyány. Frutos desta união nasceram dois filhos e cinco filhas:
1. Lukas Maria de Lattorff (n. 2000);
2. Elisabeth Maria Angela Tatjana de Lattorff (n. 2002);
3. Maria Teresa de Lattorff (n. 2004);
4. Camilla Katharina Maria de Lattorff (n. 2005);
5. Anna Pia Theresia Maria de Lattorff (n. 2007);
6. Sophia Katharina Maria de Lattorff (n. 2009);
7. Maximilian Maria de Lattorff (n. 2011).

## Títulos e estilos
- 10 de abril de 1973 - presente: Sua Alteza Sereníssima, princesa Tatiana de Liechtenstein, Condessa de Rietberg, Baronesa Consorte de Lattorff

De acordo com a Constituição de Liechtenstein, de 26 de outubro de 1993, todos os membros da casa são "Príncipes/Princesas de Liechtenstein" e "Condes/Condessas de Rietberg".